# Beamtenwohnhäuser (Deutsche Celluloid-Fabrik)
Die Beamtenwohnhäuser der Deutschen Celluloid-Fabrik waren eine Reihenhausanlage in Eilenburg. Die ab 1919 an der Ziegelstraße errichteten Häuser dienten als Werkswohnungen für leitende Mitarbeiter der Chemiefabrik und deren Hausangestellte. Zu Zeiten der DDR wurden sie als Meisterhäuser bezeichnet. Die Gebäude waren ein eingetragenes Kulturdenkmal in der Denkmalliste des Landesamtes für Denkmalpflege Sachsen. Sie wurden 2009 abgebrochen.

## Lage
Die Beamtenwohnhäuser lagen zwischen den Stadtteilen Mitte und Ost an der Ziegelstraße, wenige hundert Meter östlich der Muldebrücke. Die Ziegelstraße war bis 2004 Teil der Fernstraße B 87 und teilte das damalige Werksgelände in einen größeren nördlichen und einen kleineren südlichen Teil. Die Beamtenwohnhäuser bildeten in dieser Straße einen Teil der nördlichen Straßenrandbebauung. Westlich der Wohnungen befanden sich das Kulturhaus (Abbruch 2009) und das Verwaltungsgebäude des Chemiewerkes, östlich von ihnen wurde später – getrennt durch die heute nicht mehr vorhandene Brückenstraße – ein weiteres Wohnhaus (Ziegelstraße 10 und 11) errichtet, das heute noch existiert. Nördlich der Anlage begann das Betriebsgelände der Chemiefabrik, südlich der Ziegelstraße lagen das Kraftwerk und das betriebseigene Stadion (Kurt-Bennewitz-Stadion). Die Anschrift der Häuser lautete Ziegelstraße 4–8.

## Geschichte

Bauzeichnung der Beamtenwohnhäuser (um 1919)

Nachdem die Deutsche Celluloid-Fabrik (DCF) während des Ersten Weltkriegs auf die Produktion von Schießbaumwolle umgestellt hatte, profitierte sie stark von Aufträgen der Heeresverwaltung, was eine größere Expansion des Unternehmens zur Folge hatte. Daher erfolgte 1915 eine Verlegung der Mulde im Bereich des ehemaligen Amtswerders. Das dadurch gewonnene Bauland erlaubte es, auf dem Betriebsgelände auch Wohnungen für Werksangehörige zu schaffen. Betriebsgeschichtlich fiel der Bau der Häuser in die Zeit nach der repräsentativen Ausbauphase der Jahre 1915 und 1916, in der unter anderem das Verwaltungsgebäude und der Wasserturm entstanden, und vor dem Anschluss der DCF an den I.G.-Farben-Konzern 1926. Wenige Jahre nach dem Bau der Beamtenhäuser expandierte das Werk Mitte der 1920er-Jahre mit dem kurzlebigen Betriebsteil der Veterinärmedizinpräparate-Produktion (Serum-Werk) weiter.
Am 16. Juni 1919 wurde der Neubau von zwei Beamtenwohnhäusern beantragt. Die Planungen sahen schrittweise Erweiterungen vor. Bereits am 4. Dezember 1919 erfolgte die Rohbauabnahme dieses ersten Bauabschnitts. Weitere folgten, bis der Komplex Ende 1920 mit insgesamt fünf Reihenwohnhäusern seinen Endzustand erreicht hatte. Die Giebelseiten waren glatt und fensterlos, so dass die Option einer abermaligen Erweiterung offen gehalten wurde. Ein größerer Umbau erfolgte 1937, als die straßenseitigen Balkone zu verglasten Veranden umgebaut wurden. Durch ausgebliebene Modernisierungsmaßnahmen zu DDR-Zeiten nahm der Wert der Wohnungen ab. Im Zuge der Gesamtvollstreckung des Chemiewerks 1994 wurden die Werkswohnungen verkauft, um von den Erlösen Abfindungen zu finanzieren. Spätestens seit dem schweren Hochwasser 2002 waren die Häuser unbewohnt. Trotz Denkmalschutz erfolgte der Abbruch im Jahr 2009. Auf dem Gelände wurde später ein Discount-Markt errichtet.

## Baubeschreibung

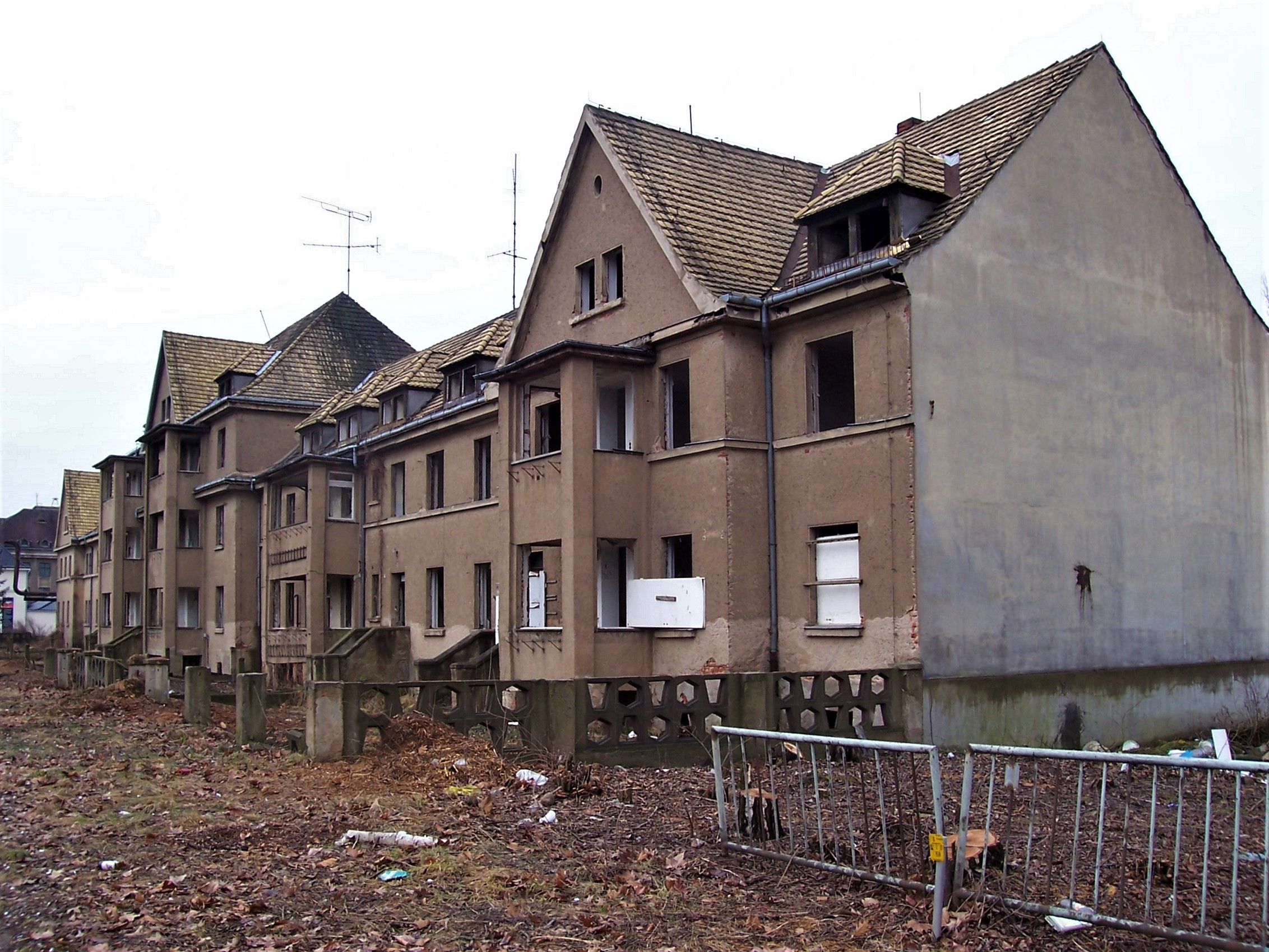
Ansicht des Komplexes von der Ziegelstraße mit Blick Richtung Westen kurz vor dem Abriss (2009)
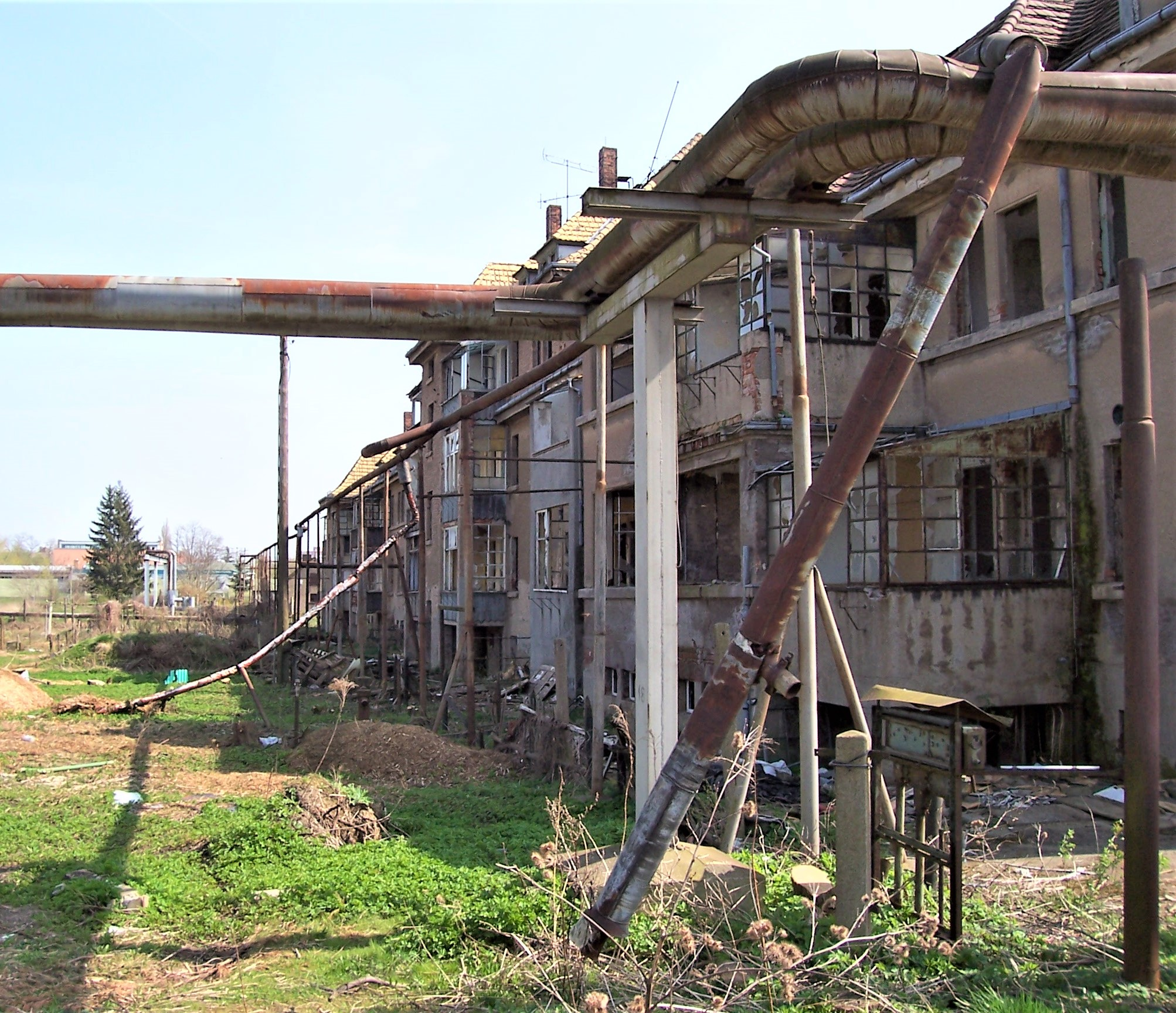
Gartenseitige Ansicht mit Blick Richtung Osten (2009)

Die Beamtenwohnhäuser waren als zweieinhalb-, im Mittelteil als dreieinhalb-geschossiger Bau in asymmetrischer Kubatur ausgeführt. Die Firsthöhe lag bei 12,70 Metern bei den zweigeschossigen und 17,10 Metern bei den dreigeschossigen Gebäudeteilen. Das Dach hatte eine Höhe von 5,20 Metern bzw. 6,40 Metern. Der Komplex war vollständig unterkellert. Der Zugang erfolgte über je fünf Eingänge von der Straße und den rückwärtig gelegenen Gärten her. Während die Eingänge von der Ziegelstraße über eine siebenstufige Außentreppe erreicht wurden, waren die Türen zum Garten hin ebenerdig, wobei der Höhenunterschied über eine im Flur gelegene Treppe bewältigt wurde. Dem Gebäude vorgelagert waren kleine Vorgärten.
Die Fassade wurde gegliedert durch ein Sohlbankgesims im ersten Obergeschoss sowie zwei Seitenrisalite in den Gebäudeteilen Hausnummer 4 und 8, die mit einem großen Giebel im Satteldach aufgingen. Der mittlere Gebäudeteil mit der Hausnummer 6 war für sich genommen symmetrisch ausgeführt. Er war gleich den Risaliten hervorstehend. Das zentral gelegene Zwerchhaus ging mit seinem First im Walmdach auf. Auf der gesamten Länge des Daches waren zudem elf gleichartige Walmgauben mit First eingebaut. Balkone gab es in den Gebäudeteilen Hausnummer 6 und 7. Diese wurden später zu Veranden umgebaut. Die zuletzt vorhandenen Veranden im Risalit der Hausnummer 8 wurden nachträglich angebaut. Die ursprüngliche und später verloren gegangene Gestaltung der Balkone und die einst an jedem Fenster vorhandenen Fensterläden ließen Rückgriffe auf den Landhausstil erkennen.

### Inneraumaufteilung und Ausstattung
Je Aufgang wurden vier Wohnungen erschlossen, im dreigeschossigen Mittelteil kamen drei Wohnungen je Etage unter. Die Größe der Wohneinheiten variierte zwischen 60 und 90 Quadratmetern bei drei bis vier Zimmern. Die Deckenhöhe lag bei 3,10 bis 3,20 Metern. Jede Wohnung verfügte über Diele, Küche und Bad. Die Toiletten, die in den größeren Wohnungen separat angelegt waren, verfügten bereits über eine Wasserspülung. Den Küchen nebenan befand sich jeweils eine kleine Speisekammer. Im Keller lagen eine Waschküche zur gemeinschaftlichen Benutzung sowie privates Kellergelass. Der Abzug für den Waschkessel und die Küchenherde erfolgte über sieben Schornsteine. Im Dachgeschoss stand Wohnraum für die Hausangestellten zur Verfügung. Die Mädchenkammern waren zwischen acht und 14 Quadratmetern groß und lagen sowohl zur Straßen- als auch zur Gartenseite hin.